# Diocesi di Teuchira
La diocesi di Teuchira (in latino Dioecesis Teuchiriana) è una sede soppressa del patriarcato di Alessandria e una sede titolare della Chiesa cattolica.

## Storia
Teuchira, identificabile con le rovine di Tocra nell'odierna Libia, è un'antica sede episcopale della provincia romana della Libia Pentapolitana (Cirenaica), sottomessa al patriarcato di Alessandria.
Sono quattro i vescovi noti di questa antica sede episcopale: Secondo prese parte al concilio di Nicea del 325; Zenone partecipò al concilio di Efeso del 431; Fotino fu tra i padri del concilio di Efeso del 449; il nome di Cosma si trova in un'iscrizione mosaicata, datata all'epoca di Giustiniano I.
Dal XIX secolo Teuchira è annoverata tra le sedi vescovili titolari della Chiesa cattolica; la sede è vacante dal 26 settembre 1946.

## Cronotassi

### Vescovi residenti
- Secondo † (prima del 320 - dopo il 325)
- Zenone † (menzionato nel 431)
- Fotino † (menzionato nel 449)
- Cosma † (VI secolo)

### Vescovi titolari
- Ambrosius Jacobus Johannes van Baars, O.P. † (15 febbraio 1897 - 25 marzo 1910 deceduto)
- Johann Baptist Hierl † (4 febbraio 1911 - 31 agosto 1936 deceduto)
- François-Arsène-Jean-Marie-Eugène Lemasle, M.E.P. † (4 febbraio 1937 - 26 settembre 1946 deceduto)